# Belknap County
Belknap County ist ein County im Bundesstaat New Hampshire. Das County hat 63.705 Einwohner (Stand 2020). Der Verwaltungssitz (County Seat) ist Laconia.

## Geographie
Das County hat eine Fläche von 1214 Quadratkilometern; davon sind 174 Quadratkilometer (14,35 Prozent) Wasserflächen.

### Nachbar-Countys
- Carroll County, Norden
- Strafford County, Osten
- Merrimack County, Südwesten
- Grafton County, Nordwesten

## Geschichte
Das County wurde 1840 gegründet aus nordöstlichen Teilen des Merrimack Countys und nordwestlichen Teilen des Strafford Countys. Es wurde nach Jeremy Belknap benannt, einem Historiker und Autor der Geschichte New Hampshires. 1855 wurde die Stadt Laconia gegründet.
45 Bauwerke und Stätten des Countys sind im National Register of Historic Places eingetragen (Stand 15. Februar 2018).

### Einwohnerentwicklung
| Jahr      |        |        |        |        | 1767   | 1773   | 1775   | 1783   | 1786   | 1790   |
| --------- | ------ | ------ | ------ | ------ | ------ | ------ | ------ | ------ | ------ | ------ |
| Einwohner |        |        |        |        | 250    | 1357   | 1745   | 3346   | 3887   | 6985   |
| Jahr      | 1800   | 1810   | 1820   | 1830   | 1840   | 1850   | 1860   | 1870   | 1880   | 1890   |
| Einwohner | 11.296 | 13.560 | 16.937 | 17.747 | 17.988 | 17.721 | 18.549 | 17.681 | 17.984 | 20.321 |
| Jahr      | 1900   | 1910   | 1920   | 1930   | 1940   | 1950   | 1960   | 1970   | 1980   | 1990   |
| Einwohner | 19.506 | 21.309 | 21.178 | 22.623 | 24.328 | 26.632 | 28.912 | 32.367 | 42.884 | 49.216 |
| Jahr      | 2000   | 2010   | 2020   | 2030   | 2040   | 2050   | 2060   | 2070   | 2080   | 2090   |
| Einwohner | 56.325 | 60.088 | 63.705 |        |        |        |        |        |        |        |

Hinweis: Die Angaben für die Zeit vor der Gründung des County 1840 stellen die Summen der Bewohnerzahlen der später zugehörigen Towns dar und sind hier zur besseren Verfolgung der Siedlungsentwicklung mit aufgeführt.

## Gemeinden
| Ortschaft             | Status | Einwohner (2020) | Gesamtfläche [km²] | Landfläche [km²] | Bevölkerungsdichte [Einwohner / km²] | Gründung |
| --------------------- | ------ | ---------------- | ------------------ | ---------------- | ------------------------------------ | -------- |
| Alton                 | Town   | 5894             | 212,9              | 162,9            | 27,7                                 | 1796     |
| Barnstead             | Town   | 4915             | 114,0              | 108,8            | 43,1                                 | 1727     |
| Belmont               | Town   | 7314             | 83,7               | 78,9             | 87,4                                 | 1859     |
| Center Harbor         | Town   | 1040             | 42,8               | 34,6             | 24,3                                 | 1797     |
| Gilford               | Town   | 7699             | 129,1              | 100,7            | 59,6                                 | 1812     |
| Gilmanton             | Town   | 3945             | 152,8              | 148,3            | 25,8                                 | 1727     |
| Laconia (County Seat) | City   | 16871            | 68,8               | 51,9             | 245,2                                | 1855     |
| Meredith              | Town   | 6662             | 140,4              | 103,4            | 47,5                                 | 1768     |
| New Hampton           | Town   | 2377             | 99,1               | 95,0             | 24,0                                 | 1768     |
| Sanbornton            | Town   | 3026             | 128,9              | 123,3            | 23,5                                 | 1748     |
| Tilton                | Town   | 3962             | 31,0               | 28,8             | 127,8                                | 1869     |